# تاجر أعمال فنية

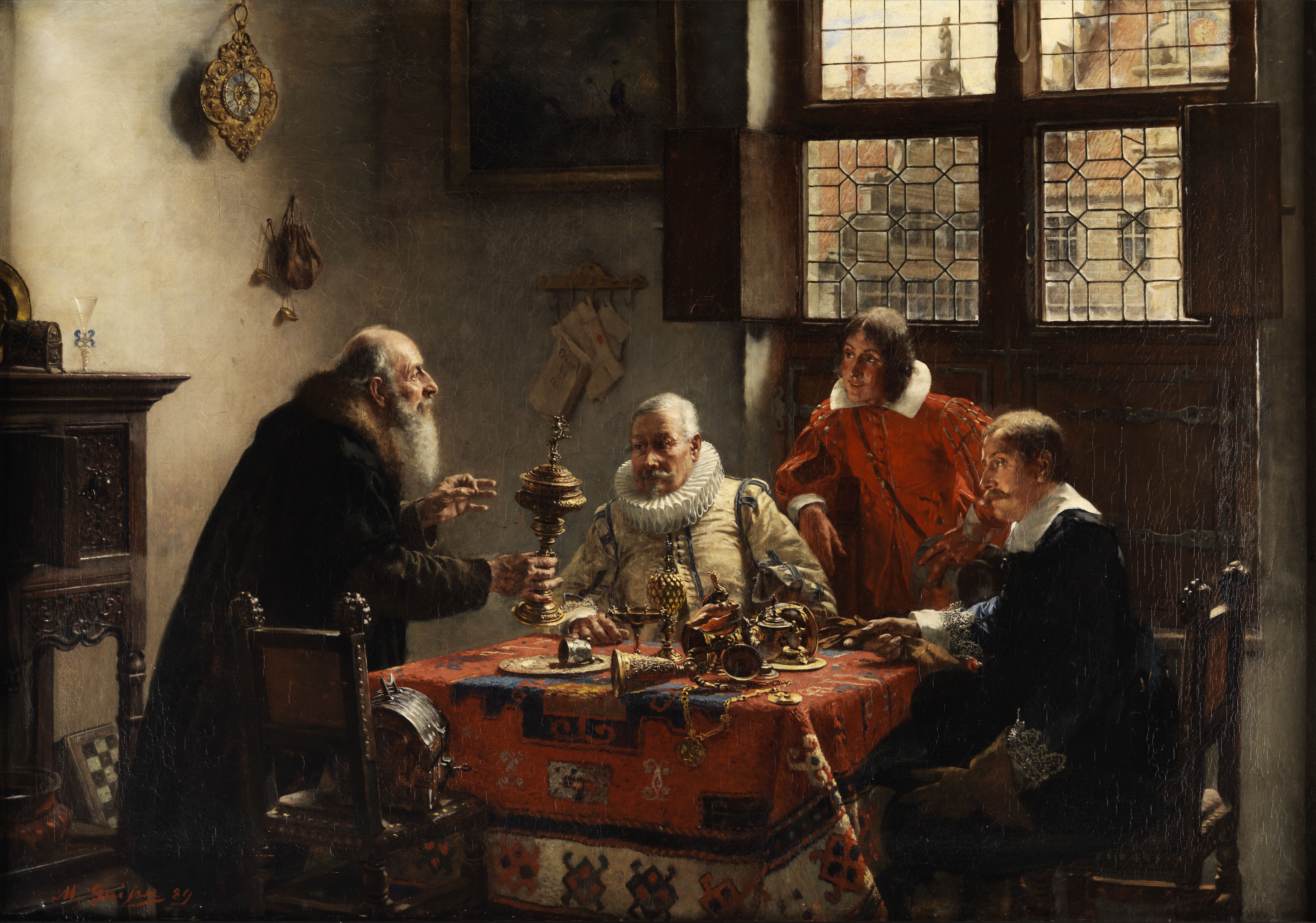
لدى تاجر التحف الفنية لماكس جيسر، 1889

تاجر الأعمال الفنية هو شخص أو شركة تشتري الأعمال الفنية وتبيعها، أو تعمل وسيطًا بين المشترين والبائعين للأعمال الفنية.

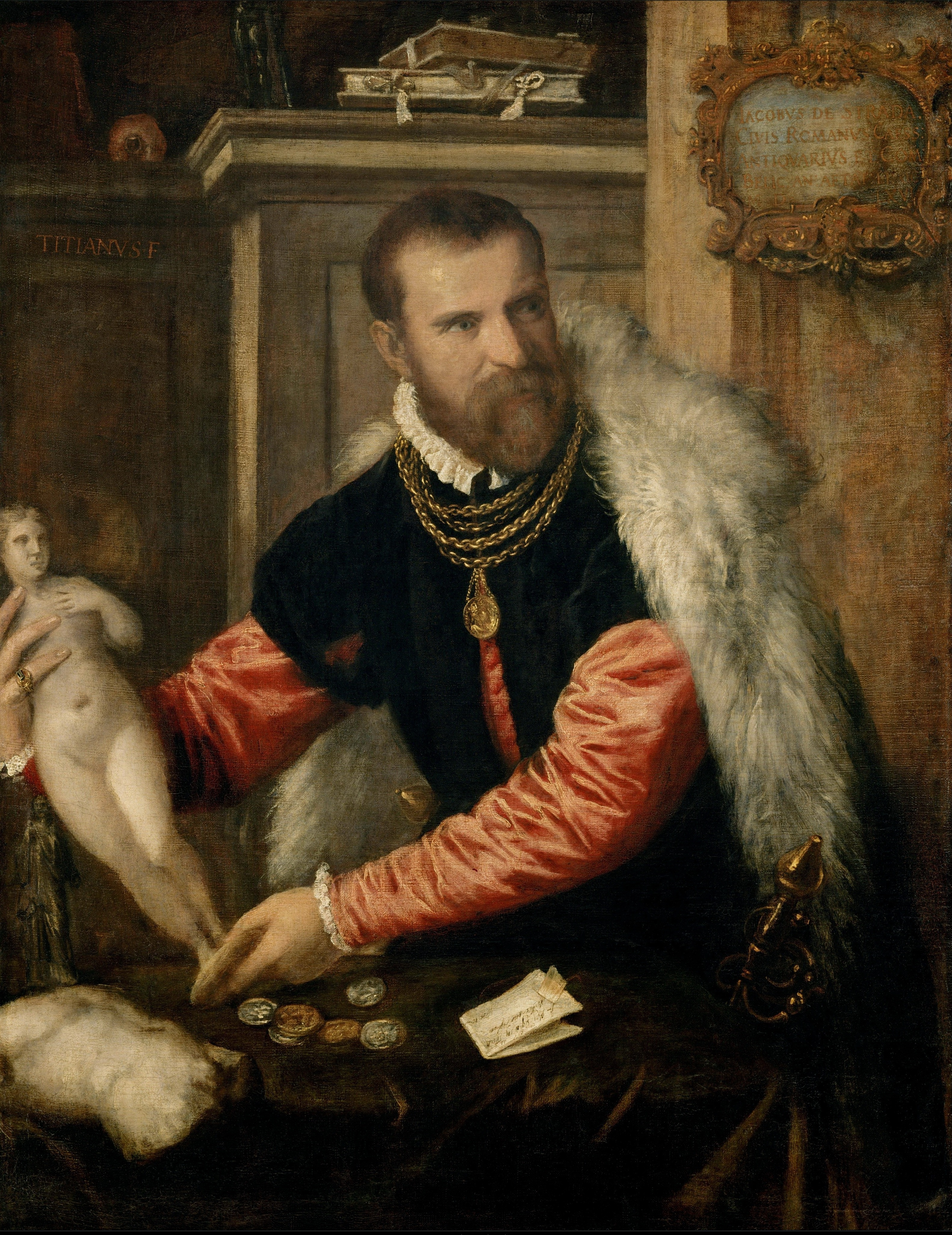
صورة جاكوبو سترادا بواسطة تيتيان ، ١٥٦٧

يبحث تاجر الأعمال الفنية في الفن المعاصرعادة عن فنانين متنوعين لتمثيل وبناء علاقات مع مُقتني الأعمال الفنية والمتاحف الذين من المرجح أن تتطابق اهتماماتهم مع أعمال الفنانين الممثلين. يستطيع بعض التجار توقع اتجاه السوق، بينما قد يتمكن بعض التجار البارزين من التأثير على ذوق السوق. يتخصص العديد من التجار في الأسلوب أو الفترة أو المنطقة المعينة. غالبًا ما يسافرون دوليًا، ويترددون على معارض ومزادات ومراسم الفنانين بحثًا عن مشتريات جيدة وكنوز غير معروفة وأعمال جديدة مثيرة. عندما يشتري التجار الأعمال الفنية، فإنهم يعيدون بيعها إما في صالات العرض الخاصة بهم أو مباشرة لهواة الجمع. عادة ما يعرض أولئك الذين يتعاملون في الفن المعاصر على وجه الخصوص أعمال الفنانين في صالات العرض الخاصة بهم. غالبًا ما يشاركون في إعداد الأعمال الفنية التي سيُكشف عنها أو ستعالج.
تعمل الجمعيات المهنية لتجار الأعمال الفنية على وضع معايير عالية للاعتماد أو العضوية ودعم المعارض الفنية والعروض.

## أنظر أيضا
- المثمن
- سوق الفن
- تثمين الفن
- مزاد علني
- أمين متحف